# Tridentul lui Poseidon

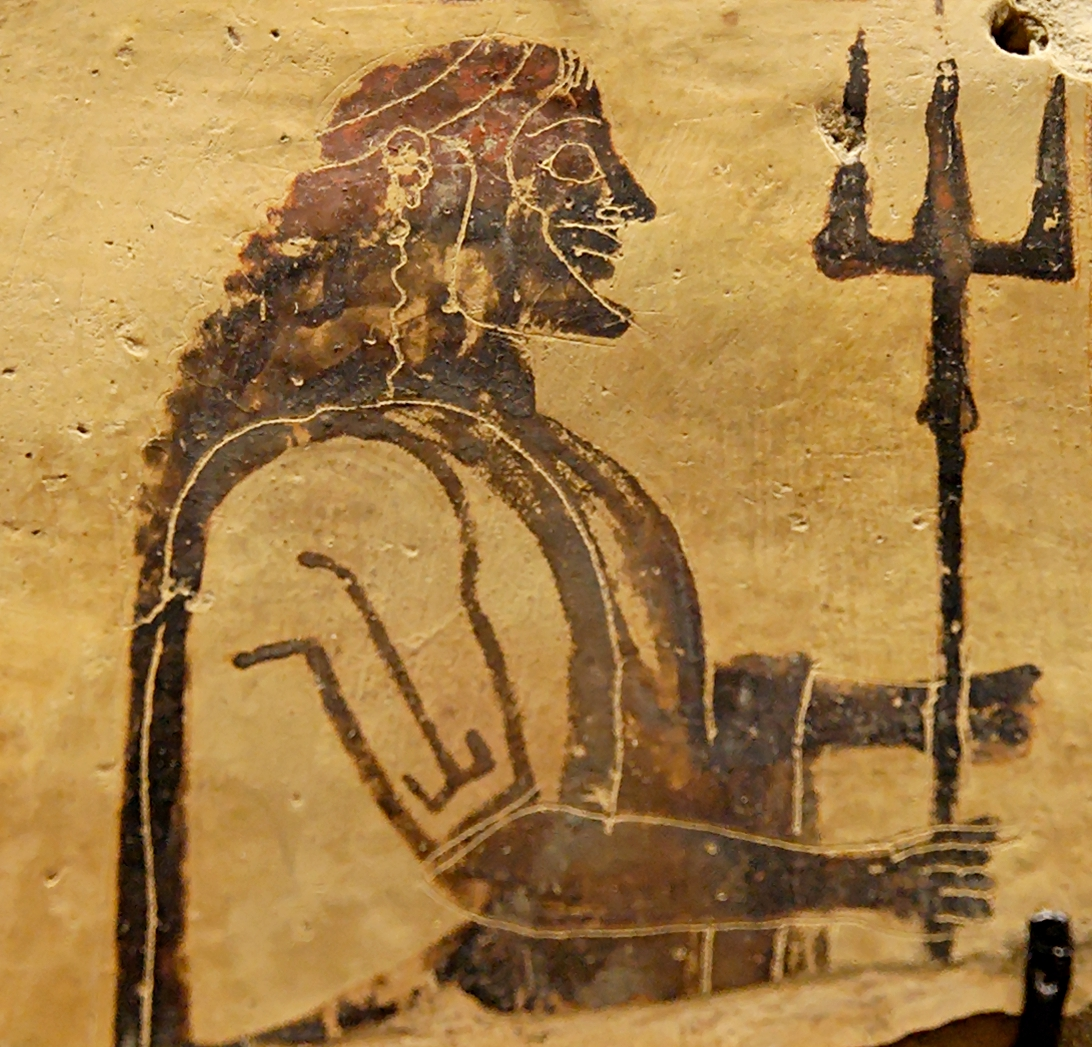
Poseidon cu tridentul său, placă din Corint, 550-525 î.Hr.

Tridentul lui Poseidon și al echivalentului său roman, Neptun, a fost semnul lor distinctiv tradițional divin care apare în multe reprezentări artistice din perioada antică. Potrivit relatării lui Hesiod, tridentul lui Poseidon a fost confecționat de către cei trei ciclopi. Potrivit lui Robert Graves, cu toate acestea, atât tridentul lui Poseidon, cât și fulgerul lui Zeus au fost inițial un labrys sacru, dar s-au deosebit mai târziu unul de celălalt atunci când Poseidon a devenit zeul mării, iar Zeus a pretins dreptul de a fi stăpânul fulgerului.După un alt punct de vedere împărtășit de Friedrich Wieseler, E. M. W. Tillyard și mai multe alți cercetători, tridentul lui Poseidon este o suliță pentru prins pește, folosită de grecii de pe țărmul mării. În acest sens, seamănă cu furca cu dinți ascuțiți, folosită de pescarii mediteraneeni pentru a prinde anghile. Poseidon a devenit deosebit de venerat în țările de pe coastă, în care peștele a constituit o marfă de bază. Potrivit unei idei concurente a lui H. B. Walters, tridentul lui Poseidon are un rol asemănător cu sceptrul lui Zeus, deoarece Poseidon este echivalentul marin al lui Zeus.

## Mituri
În mitologia greacă, Poseidon își folosește tridentul în numeroase ocazii. În timpul confruntării cu Atena cu privire la posesia regiunii Attica, Poseidon lovește Acropola cu tridentul pentru a crea un izvor de apă de mare. Într-un mit similar Poseidon lovește pământul cu tridentul pentru a crea un cal pentru omenire, în timp ce rivala sa, Atena, creează un măslin. Cele mai vechi monede confecționate în Poseidonia în secolul 6 î.Hr. conțin reprezentări ale tridentului ținut de Poseidon în mâna dreaptă, similar cu fulgerul lui Zeus. Un kylix roșu din Attica ce datează din jurul anului 475 î.Hr. conține o reprezentare a lui Poseidon ucigându-l cu tridentul pe gigantul Polybotes. Într-un alt mit, Poseidon creează un izvor sau mai multe izvoare după ce lovește pământul cu tridentul pentru a o răsplăti pe Amimona pentru că a venit să se întâlnească cu el. Într-o versiune a unui alt mit Poseidon mânuiește tridentul pentru a speria un satir care încerca să o violeze pe Amimona după ea l-a lovit din greșeală cu o suliță de vânătoare. Există, de asemenea, un mit prin care Poseidon atinge insula Delos cu tridentul său, fixând-o ferm de fundul mării. Un alt mit povestește cum Poseidon, înfuriat de comportamentul lipsit de respect al lui Aiax cel Mic, a despicat cu tridentul stânca de care se agăța Aiax. În timpul unei vizite la Atena, geografului Pausanias i s-a arătat în Erechtheion presupusul tipar al tridentului lui Poseidon pe o stâncă și fântâna cu apă de mare care, după cum scrie el, reda sunetul valurilor, atunci când sufla vântul sudic.

## Simbolism
Savantul roman Maurus Servius Honoratus a susținut că tridentul lui Neptun ar avea trei dinți pentru că „se spune că marea ar fi a treia parte a lumii sau pentru că există trei tipuri de apă: mări, râuri și pâraie”. Potrivit celui de-al doilea și al treilea mitograf al Vaticanului, tridentul lui Neptun simbolizează cele trei proprietăți ale apei: lichiditatea, fecunditatea și potabilitatea.